# Povoletto
Povoletto (friülà Paulêt) és un municipi italià, dins de la província d'Udine. L'any 2007 tenia 5.559 habitants. Limita amb els municipis d'Attimis, Faedis, Nimis, Reana del Rojale, Remanzacco i Udine.

## Administració
| Període | Identitat     | Partit         |
| ------- | ------------- | -------------- |
| 2004-   | Alfio Cecutti | Centreesquerra |